# Tubilla del Agua
Tubilla del Agua és un municipi de la província de Burgos a la comunitat autònoma de Castella i Lleó. Forma part de la comarca de Páramos. Àrea geogràfica de la Valle del Rudrón. Inclou les localitats de Bañuelos del Rudrón (0), Covanera (66), San Felices de Rudrón (36), amb el barri de Nápoles i Tablada del Rudrón (34).

## Demografia
| 1991 |  | 1996 |  | 1998 |  | 2000 |  | 2001 |  | 2004 |  | 2006 |
| ---- |  | ---- |  | ---- |  | ---- |  | ---- |  | ---- |  | ---- |
| 166  |  | 168  |  | 159  |  | 209  |  | 178  |  | 209  |  | 189  |